# پیاریو
پیاریو (به ایتالیایی: Piario) یک کومونه در ایتالیا است که در استان برگامو واقع شده‌است.

## خصوصیات
پیاریو ۱٫۵ کیلومترمربع مساحت و ۹۹۰ نفر جمعیت دارد و ۵۳۹ متر بالاتر از سطح دریا واقع شده‌است.